# Manuel Sorto
Manuel Sorto, né le 25 novembre 1950 à Sensuntepeque au Salvador, est un écrivain, poète, homme de théâtre et cinéaste salvadorien. Il a vécu au Salvador, au Guatemala, au Mexique et en France au Pays basque à Bayonne, jusqu'à son décès le 12 août 2023.

## Biographie
Il commence sa carrière théâtrale en interprétant Clov dans Fin de partie de Samuel Beckett. Membre fondateur en 1969 de El Taller de los Vagos, groupe de théâtre pour lequel il est acteur, il devient l'année suivante professeur puis directeur de l'École Nationale de Théâtre du Salvador. Manuel Sorto participe au groupe littéraire La Masacuata, d'une vigueur alors exceptionnelle pour ce petit pays d'Amérique centrale. En 1977, il découvre l'art du montage en décrochant un poste d'assistant de montage pour des spots publicitaires chez AFI (Associated Filmmakers International) où il reçoit aussi une formation au traitement de bande son.
En 1979, avec son ami et coéquipier Guillermo Escalón et un projet de court métrage de fiction sous le bras, il fait évoluer El Taller de los Vagos en un collectif cinématographique. Parallèlement, les deux amis filment une partie des événements historiques qui ont lieu au Salvador ces années là. De ce matériel documentaire naît alors le collectif Cero a la Izquierda. En 1980, contraint à l'exil et réfugié au Mexique, il monte, co-écrit et co-réalise le court-métrage La Zona Intertidal , et le documentaire Morazán. Ces films seront primés à La Havane, Bilbao, Oberhausen ou Leipzig, et présentés à la Quinzaine des Réalisateurs. Ces œuvres signent son exil définitif. Manuel Sorto devient alors étudiant au CCC (Centro de Capacitación Cinematográfica) de Mexico, où il obtient un diplôme de scénariste. Toujours au Mexique, il monte, co-écrit et co-réalise le long métrage documentaire Los primeros frutos (la decisión de vencer), qui remporte la Colombe d'Or au 24e Festival International de documentaires de Leipzig, le Grand Prix Coral au 3e Festival International du Nouveau Cinéma Latinoaméricain de La Havane et obtient le Prix Novaïs-Texeira du Syndicat français de la critique de cinéma en 1982.
En France, il travaille pour le Festival Biarritz Amérique Latine et enseigne au BTS Audiovisuel du Lycée René Cassin de Bayonne au début des années 1990. Depuis l'an 2000, il travaille avec la compagnie Androphyne sur des spectacles « chorégraphiques non identifiés » en tant que metteur en réflexion. Il réalise entre 2011 et 2015 son premier long métrage documentaire personnel en tant que réalisateur, à propos de l'artiste peintre et cinéaste expérimental basque José Antonio Sistiaga (en) : Sistiaga, une histoire basque.
Il a aussi été membre du jury dans divers festivals de cinéma, dont la 6e édition du FIPA (Festival International des Programmes Audiovisuels) à Cannes, le 25e Festival International de Courts Métrages et de Documentaires de Bilbao ou bien encore le 5e Festival International du Nouveau Cinéma Latinoaméricain de La Havane.
De plus, il écrit et publie divers textes (articles d'opinion, critiques de cinéma, illustrations, recueils de poèmes, nouvelle, etc.) où qu'il vive.

## Filmographie
Long métrage (réalisation)
- 2018 : Sistiaga, une histoire basque (documentaire)

Long métrage (co-réalisation et montage)
- 1981 : Los primeros frutos (la decisión de vencer) (documentaire)

Courts métrages (co-réalisation et montage)
- 1980 : La Zona Intertidal (fiction)
- 1980 : Morazán (documentaire)

Comme assistant de réalisation
- 1985 : ¿Cómo ves? (long métrage de fiction de Paul Leduc)

Comme coordinateur de production
- 1986 : El tres de copas (long métrage de fiction de Felipe Cazals)

Comme monteur
- 1984 : Del viento y del fuego[13] (documentaire de  Adolfo García Videla et Humberto Ríos)
- 1984 : Laguna verde (documentaire de Juan Carlos Colín)
- 1985 : De la vida de las mujeres[14] (série TV - Documentaire)
- 1986 : Homenaje a Manuel Negrete (documentaire pour la télévision allemande)
- 1987 : The houses are full of smoke (documentaire de Allan Francovich)

Comme ingénieur du son
- 1978 : Los jóvenes (documentaire de Baltazar Polío)
- 1978 : El Negro - El Indio (docu-fiction de Baltazar Polío)
- 1980 : Las historias prohibidas del pulgarcito (documentaire de Paul Leduc)
- 1981 : La loa et Totonacos (documentaires de Jaime Riestra)
- 1981 : Pames (documentaire de Antonio del Rivero)
- 1982 : Casa de la moneda (documentaire de Paul Leduc)
- 1984 : Semilla del quinto sol (documentaire de Federico Weingarshoffer)
- 1984 : Un día peligroso (fiction de Carlos Martinez Morantes)
- 1986 : Homenaje a Manuel Negrete (documentaire pour la télévision allemande)

## Récompenses et sélections
Récompenses
Pour La Zona Intertidal
- Mention spéciale, Festival International du Nouveau Cinéma Latinoaméricain, La Havane, Cuba, 1980.
- Mikeldi d'argent, Festival International de Documentaires et de courts métrages de Bilbao, Espagne, Pays basque, 1981.
- Second Prix, Festival international du court métrage d'Oberhausen, RFA, 1982.

Pour Morazán
- Grand Prix Coral, Festival International du Nouveau Cinéma Latinoaméricain, La Havane, Cuba, 1980.
- Prix à une cinématographie naissante, Festival International de Documentaires de Leipzig, RDA, 1980.

Pour Los primeros frutos (la decisión de vencer)
- Colombe d'Or, Festival International de Documentaires de Leipzig, RDA, 1981.
- Grand Prix Coral, Festival International du Nouveau Cinéma Latinoaméricain, La Havane, Cuba, 1981.
- Prix Novaïs-Texeira de la Critique Française, 1982.

Sélections
Pour Morazán et La Zona Intertidal
- Quinzaine des réalisateurs, Cannes, 1981.